# Oncothericles biplagiatus
Oncothericles biplagiatus är en insektsart som först beskrevs av Bolívar, I. 1899.  Oncothericles biplagiatus ingår i släktet Oncothericles och familjen Thericleidae. Inga underarter finns listade i Catalogue of Life.